# NGC 5206
NGC 5206 ist eine Linsenförmige Galaxie vom Hubble-Typ SB0 im Sternbild Centaurus am Südsternhimmel. Sie ist schätzungsweise 18 Millionen Lichtjahre von der Milchstraße entfernt  und hat einen Durchmesser von etwa 20.000 Lichtjahren. Gemeinsam mit sieben weiteren Galaxien bildet sie die NGC-5128-Gruppe (LGG 344).
Das Objekt wurde am 2. Juli 1834 von John Herschel entdeckt.